# Discografia de Jonas Brothers
Essa é a discografia dos Jonas Brothers. Tudo começou como um projeto solo de Nicholas Jonas. Quando Nick tinha seis anos de idade, ele foi descoberto quando cantava no cabeleireiro enquanto sua mãe cortava o cabelo, uma pessoa o descobriu e o indicou para um empresário profissional que deu-lhe um trabalho na Broadway Desu. Com sete anos, Nicholas começou a atuar na Broadway. Ele já havia atuado em várias peças, incluindo A Christmas Carol (em 2000, como "Tiny Tim" e "Scrooge"), Anie Get Your Gun (em 2001 como "Little Jake"), A Bela e a Fera (em 2002, como "Chip", a xícara), e Os Miseráveis (em 2003 como "Gavroche"). Após Os Miseráveis acabar, ele atuou em The Sound of Music (como Kurt) na Paper Mill Playhouse.
Em 2002, durante o desempenho de A Bela e a Fera, Nicholas escreveu uma música com seu pai chamado "Joy To The World (A Christmas Prayer)”. Com vocais de fundo em A Bela e a Fera Cast, Nick cantou a música em 2002 no álbum da Broadway contra a AIDS, Broadway's Greatest Presentes: Carols For A Cure, vol. 4. Em novembro de 2003, INO Records recebeu uma cópia da demo "Joy To The World (A Christmas Prayer)".  A música foi lançada nas rádios cristãs, onde rapidamente se tornou popular na Record & Radio's Christian Adult Contemporary Chart. Enquanto Nicholas estava trabalhando em seu projeto solo, Joseph seguia suas pegadas na Broadway, aparecendo em Baz Lurhmann da produção de La Boheme.
Até que em setembro de 2004, um executivo na Columbia Records descobriu as músicas do Nick. Nick logo assinou contrato com a INO Records e Columbia Records e lançado o single "Dear God". Um segundo single, "Joy To The World (A Christmas Prayer)" (uma nova gravação solo), foi lançada em 16 de novembro. Era suposto ser seguido por um lançamento de disco solo em dezembro, que o título era seu próprio nome, mas o álbum foi empurrado para trás; o fez, contudo, obter um lançamento limitado. Nick, juntamente com Kevin e Joe, tinha escrito várias outras canções para o álbum.
No início de 2005, a Columbia Records com o novo presidente, Steve Greenberg, ouviu a gravação de Nick. Greenberg não gostou do álbum, mas gostou da voz de Nick, porém ele não aprovou as músicas cantadas apenas por Nick. Após o encontro com Nick e audição das músicas, "Please Be Mine", escrito e realizado pelos irmãos, Daylight /Columbia Records tinha decidido a assinar os três e fazer-los como um grupo.
|-

## Álbuns

### Álbuns de estúdio
| Álbum                                                                         | Detalhes                                                                                                  | Melhores posições nas tabelas musicas | Melhores posições nas tabelas musicas | Melhores posições nas tabelas musicas | Melhores posições nas tabelas musicas | Melhores posições nas tabelas musicas | Melhores posições nas tabelas musicas | Melhores posições nas tabelas musicas | Melhores posições nas tabelas musicas | Melhores posições nas tabelas musicas | Melhores posições nas tabelas musicas | Vendas                 | Certificações                                                                         |
| Álbum                                                                         | Detalhes                                                                                                  | EUA                                   | ALE                                   | AUS                                   | BEL                                   | CAN                                   | ESP                                   | IRL                                   | ITA                                   | NOR                                   | UK                                    | Vendas                 | Certificações                                                                         |
| ----------------------------------------------------------------------------- | --- | ------------------------------------- | ------------------------------------- | ------------------------------------- | ------------------------------------- | ------------------------------------- | ------------------------------------- | ------------------------------------- | ------------------------------------- | ------------------------------------- | ------------------------------------- | ---------------------- | ------------------------------------------------------------------------------------- |
| It's About Time                                                               | - Lançamento: 8 de agosto de 2006 - Gravadora: Columbia - Formatos: CD, download digital, streaming       | 91                                    | —                                     | —                                     | —                                     | —                                     | —                                     | —                                     | —                                     | —                                     | —                                     | - : 123.000            |                                                                                       |
| Jonas Brothers                                                                | - Lançamento: 7 de agosto de 2007 - Gravadora: Hollywood - Formatos: CD, download digital, streaming      | 5                                     | 19                                    | 43                                    | 7                                     | 10                                    | 5                                     | 14                                    | 10                                    | 20                                    | 9                                     | - : 2.409.000          | - RIAA: Platina - PMB: Ouro - BPI: Ouro - IRMA: Ouro - MC: Ouro                       |
| A Little Bit Longer                                                           | - Lançamento: 12 de agosto de 2008 - Gravadora: Hollywood - Formatos: CD, download digital, streaming     | 1                                     | 26                                    | 13                                    | 75                                    | 1                                     | 3                                     | 15                                    | 2                                     | 27                                    | 19                                    | - : 2.082.000          | - RIAA: Platina - PMB: Platina - BPI: Ouro - IRMA: Ouro - MC: 2× Platina - RMNZ: Ouro |
| Lines, Vines and Trying Times                                                 | - Lançamento: 16 de junho de 2009 - Gravadora: Hollywood - Formatos: CD, download digital, streaming      | 1                                     | 56                                    | 5                                     | 16                                    | 1                                     | 1                                     | 6                                     | 8                                     | 25                                    | 9                                     | - : 757.000            | - PMB: Ouro - FIMI: Ouro - IRMA: Ouro - MC: Platina - RMNZ: Ouro                      |
| Happiness Begins                                                              | - Lançamento: 7 de junho de 2019 - Gravadora: Republic - Formatos: CD, download digital, streaming, vinil | 1                                     | 17                                    | 3                                     | 8                                     | 1                                     | 3                                     | 4                                     | 28                                    | 13                                    | 2                                     | - : 469.000 - : 40.000 | - PMB: Ouro - MC: Platina                                                             |
| "—" denota álbuns que não entraram nas paradas ou não foram lançados no país. | |                                       |                                       |                                       |                                       |                                       |                                       |                                       |                                       |                                       |                                       |                        |                                                                                       |

### Álbuns ao vivo
| Music from the 3D Concert Experience                                          | - Lançamento: 24 de fevereiro de 2009 - Formatos: CD, download digital - Gravadora: Hollywood           | 3   | 74 | 97 | 9 | 38 | 32 |
| Live: Walmart Soundcheck                                                      | - Lançamento: 10 de novembro de 2009 - Formatos: CD, download digital, streaming - Gravadora: Hollywood | 139 | —  | —  | — | —  | —  |
| LiVe                                                                          | - Lançamento: 26 de novembro de 2013 - Formatos: Download digital, streaming - Gravadora: Jonas         | —   | —  | —  | — | —  | —  |
| "—" denota álbuns que não entraram nas paradas ou não foram lançados no país. | |     |    |    |   |    |    |

### Trilhas sonoras
| Título                                                                        | Detalhes                                                                                     | Melhores posições nas tabelas musicas | Melhores posições nas tabelas musicas | Melhores posições nas tabelas musicas | Melhores posições nas tabelas musicas | Melhores posições nas tabelas musicas | Melhores posições nas tabelas musicas | Melhores posições nas tabelas musicas | Melhores posições nas tabelas musicas | Melhores posições nas tabelas musicas | Certificações                                          |
| Título                                                                        | Detalhes                                                                                     | EUA                                   | AUS                                   | BEL                                   | CAN                                   | ALE                                   | ITA                                   | NOR                                   | ESP                                   | UK                                    | Certificações                                          |
| ----------------------------------------------------------------------------- | -------------------------------------------------------------------------------------------- | ------------------------------------- | ------------------------------------- | ------------------------------------- | ------------------------------------- | ------------------------------------- | ------------------------------------- | ------------------------------------- | ------------------------------------- | ------------------------------------- | ------------------------------------------------------ |
| Camp Rock                                                                     | - Lançamento: 17 de junho de 2008 - Formatos: CD, download digital - Gravadora: Walt Disney  | 3                                     | 13                                    | 3                                     | 2                                     | 9                                     | 1                                     | 10                                    | 2                                     | 13                                    | - RIAA: Platina - SNEP: Ouro - RMNZ: Ouro - BPI: Prata |
| Jonas L.A.                                                                    | - Lançamento: 20 de junho de 2010 - Formatos: CD, download digital - Gravadora: Hollywood    | 7                                     | —                                     | 59                                    | 10                                    | —                                     | 32                                    | —                                     | 51                                    | 105                                   |                                                        |
| Camp Rock 2: The Final Jam                                                    | - Lançamento: 10 de agosto de 2010 - Formatos: CD, download digital - Gravadora: Walt Disney | 3                                     | 58                                    | 10                                    | 4                                     | 28                                    | 2                                     | 28                                    | 4                                     | —                                     | - RIAA: Ouro - BPI: Prata                              |
| "—" denota álbuns que não entraram nas paradas ou não foram lançados no país. |                                                                                              |                                       |                                       |                                       |                                       |                                       |                                       |                                       |                                       |                                       |                                                        |

## Singles
| Canção                                                                         | Ano  | Melhores posições nas tabelas musicas | Melhores posições nas tabelas musicas | Melhores posições nas tabelas musicas | Melhores posições nas tabelas musicas | Melhores posições nas tabelas musicas | Melhores posições nas tabelas musicas | Melhores posições nas tabelas musicas | Melhores posições nas tabelas musicas | Melhores posições nas tabelas musicas | Melhores posições nas tabelas musicas | Certificações                                                                      | Álbum                           |  |
| Canção                                                                         | Ano  | EUA                                   | EUA Pop                               | AUS                                   | BEL                                   | CAN                                   | ALE                                   | IRL                                   | ITA                                   | NOR                                   | UK                                    | Certificações                                                                      | Álbum                           |  |
| ------------------------------------------------------------------------------ | ---- | ------------------------------------- | ------------------------------------- | ------------------------------------- | ------------------------------------- | ------------------------------------- | ------------------------------------- | ------------------------------------- | ------------------------------------- | ------------------------------------- | ------------------------------------- | ---------------------------------------------------------------------------------- | ------------------------------- |  |
| "Mandy"                                                                        | 2005 | —                                     | —                                     | —                                     | —                                     | —                                     | —                                     | —                                     | —                                     | —                                     | —                                     |                                                                                    | It's About Time                 |  |
| "Kids of the Future"                                                           | 2007 | —                                     | —                                     | —                                     | —                                     | —                                     | —                                     | —                                     | —                                     | —                                     | —                                     |                                                                                    | Não adicionado à nenhum álbum   |  |
| "Year 3000"                                                                    | 2007 | 31                                    | —                                     | 72                                    | —                                     | —                                     | —                                     | —                                     | —                                     | —                                     | —                                     |                                                                                    | Jonas Brothers                  |  |
| "Hold On"                                                                      | 2007 | 52                                    | —                                     | —                                     | 26                                    | —                                     | —                                     | —                                     | —                                     | —                                     | 106                                   |                                                                                    | Jonas Brothers                  |  |
| "S.O.S"                                                                        | 2007 | 17                                    | 24                                    | 47                                    | 8                                     | 50                                    | 26                                    | 14                                    | 29                                    | 2                                     | 13                                    |                                                                                    | Jonas Brothers                  |  |
| "When You Look Me in the Eyes"                                                 | 2007 | 25                                    | 16                                    | 46                                    | 2                                     | 30                                    | —                                     | —                                     | —                                     | —                                     | 30                                    |                                                                                    | Jonas Brothers                  |  |
| "Play My Music"                                                                | 2008 | 20                                    | —                                     | 71                                    | —                                     | 22                                    | —                                     | —                                     | 35                                    | 14                                    | 57                                    |                                                                                    | Camp Rock                       |  |
| "Burnin' Up"                                                                   | 2008 | 5                                     | 12                                    | 31                                    | 19                                    | 14                                    | 35                                    | 21                                    | 16                                    | 12                                    | 30                                    | - RIAA: 2× Platina - ARIA: Gold                                                    | A Little Bit Longer             |  |
| "A Little Bit Longer"                                                          | 2008 | 11                                    | —                                     | —                                     | —                                     | 10                                    | —                                     | —                                     | —                                     | —                                     | —                                     |                                                                                    | A Little Bit Longer             |  |
| "Lovebug"                                                                      | 2008 | 49                                    | 29                                    | 94                                    | —                                     | 45                                    | —                                     | —                                     | —                                     | —                                     | 92                                    |                                                                                    | A Little Bit Longer             |  |
| "Tonight"                                                                      | 2008 | 8                                     | —                                     | 97                                    | —                                     | 13                                    | —                                     | —                                     | —                                     | —                                     | —                                     |                                                                                    | A Little Bit Longer             |  |
| "Paranoid"                                                                     | 2009 | 35                                    | 27                                    | 60                                    | 12                                    | 37                                    | 65                                    | 27                                    | 46                                    | 20                                    | 56                                    |                                                                                    | Lines, Vines and Trying Times   |  |
| "Fly with Me"                                                                  | 2009 | 83                                    | —                                     | —                                     | —                                     | —                                     | 89                                    | —                                     | —                                     | —                                     | 166                                   |                                                                                    | Lines, Vines and Trying Times   |  |
| "Send It On" (com Miley Cyrus, Demi Lovato e Selena Gomez)                     | 2009 | 20                                    | —                                     | —                                     | —                                     | —                                     | —                                     | —                                     | —                                     | —                                     | —                                     |                                                                                    | Não adicionado à nenhum álbum   |  |
| "Pom Poms"                                                                     | 2013 | 60                                    | —                                     | —                                     | 68                                    | 57                                    | —                                     | —                                     | 56                                    | —                                     | —                                     |                                                                                    | LiVe                            |  |
| "First Time"                                                                   | 2013 | —                                     | 34                                    | —                                     | —                                     | —                                     | —                                     | —                                     | —                                     | —                                     | —                                     |                                                                                    | LiVe                            |  |
| "Sucker"                                                                       | 2019 | 1                                     | 1                                     | 1                                     | 9                                     | 1                                     | 20                                    | 2                                     | 35                                    | 4                                     | 4                                     | - RIAA: 3× Platina - ARIA: 3× Platina - BPI: Platina - BVMI: Ouro - MC: 5× Platina | Happiness Begins                |  |
| "Cool"                                                                         | 2019 | 27                                    | 10                                    | 54                                    | —                                     | 34                                    | —                                     | 27                                    | —                                     | —                                     | 39                                    | - ARIA: Ouro - MC: Platina                                                         | Happiness Begins                |  |
| "Only Human"                                                                   | 2019 | 18                                    | 3                                     | 38                                    | 10                                    | 18                                    | —                                     | 30                                    | —                                     | —                                     | 64                                    | - MC: 2× Platina                                                                   | Happiness Begins                |  |
| "Like It's Christmas"                                                          | 2019 | 44                                    | —                                     | —                                     | 68                                    | 60                                    | 74                                    | 63                                    | —                                     | —                                     | 53                                    |                                                                                    | Não adicionado à nenhum álbum   |  |
| "What a Man Gotta Do"                                                          | 2020 | 16                                    | 14                                    | 22                                    | 21                                    | 19                                    | 67                                    | 18                                    | —                                     | —                                     | 22                                    | - ARIA: Ouro - MC: Platina - BPI: Prata                                            | ASA                             |  |
| "X" (com part. de Karol G)                                                     | 2020 | —                                     | —                                     | —                                     | —                                     | —                                     | —                                     | —                                     | —                                     | —                                     | —                                     |                                                                                    | XV                              |  |
| "Five More Minutes"                                                            | 2020 | —                                     | —                                     | —                                     | —                                     | —                                     | —                                     | —                                     | —                                     | —                                     | —                                     |                                                                                    | XV                              |  |
| "I Need You Christmas"                                                         | 2020 | 97                                    | —                                     | —                                     | 16                                    | 88                                    | —                                     | 77                                    | —                                     | —                                     | 86                                    |                                                                                    | Não adicionado à nenhum álbum   |  |
| "Remember This"                                                                | 2021 | —                                     | —                                     | —                                     | —                                     | —                                     | —                                     | —                                     | —                                     | —                                     | —                                     |                                                                                    | Setlist: The Remember This Tour |  |
| "Who's in Your Head"                                                           | 2021 | 92                                    | —                                     | —                                     | 30                                    | 69                                    | —                                     | —                                     | —                                     | —                                     | —                                     |                                                                                    | Setlist: The Remember This Tour |  |
| "—" denota canções que não entraram nas paradas ou não foram lançadas no país. |      |                                       |                                       |                                       |                                       |                                       |                                       |                                       |                                       |                                       |                                       |                                                                                    |                                 |  |

## Turnês
- 2005: Jonas Brothers Fall 2005 Promo Tour
- 2005: Cheetah-licious Christmas Tour
- 2006: Jonas Brothers American Club Tour
- 2007: Marvelous Party Tour
- 2007/2008: Best of Both Worlds Tour
- 2008: Look Me In The Eyes Tour
- 2008: The Best Damn tour
- 2008: Burning Up Tour
- 2010: Jonas Brothers Live in Concert
- 2013: Jonas Brothers Latin America Tour
- 2013: Jonas Brothers Summer Tour

## Covers
| Ano  | Música                    | Artista original |
| ---- | ------------------------- | ---------------- |
| 2005 | "6 Minutes"               | Lyte Funky Ones  |
| 2005 | "What I Go to School For" | Busted           |
| 2006 | "Year 3000"               | Busted           |
| 2006 | "Poor Unfortunate Souls"  | Pat Carroll      |
| 2007 | "Kids of the Future"      | Kim Wilde        |
| 2007 | "I Wan'na Be Like You"    | Louis Prima      |
| 2008 | "Take on Me"              | A-Ha             |
| 2008 | "Hello, Goodbye"          | The Beatles      |
| 2008 | "I'm Gonna Getcha Good"   | Shania Twain     |

## Videoclipes
| Ano  | Música                       | Álbum                                     | Notas                                                                                     |
| ---- | ---------------------------- | ----------------------------------------- | ----------------------------------------------------------------------------------------- |
| 2006 | Mandy                        | It's About Time                           |                                                                                           |
| 2006 | Year 3000                    | It's About Time                           | Cover da banda Busted                                                                     |
| 2006 | What I Go To School For      | It's About Time                           | Cover da banda Busted                                                                     |
| 2006 | Poor Unfortanate Souls       | A Pequena Sereia - Edição Especial        | Regravação de uma música de A Pequena Sereia                                              |
| 2006 | Baby Bottle Pop              |                                           | Anúncio da bebida "Baby Bottle Pop"                                                       |
| 2006 | American Dragon              |                                           | Música feita para Jake Long - O Dragão Ocidental                                          |
| 2007 | S.O.S.                       | Jonas Brothers                            | Nick deu entrevista, dizendo que ele compos essa música com coisas que "rolaram" com ele. |
| 2007 | I Wanna Be Like You          | DisneyMania 5                             | Regravação de uma música do filme Mogli - O Menino Lobo                                   |
| 2007 | Hold On                      | Jonas Brothers                            |                                                                                           |
| 2007 | Kids Of The Future           | Trilha Sonora de A Família do Futuro      | Gravado para o filme A Família do Futuro / Meet the Robinsons                             |
| 2007 | When You Look Me In The Eyes | Jonas Brothers                            | Clipe feito com imagens da turnê de 2007 Look me in the eyes tour                         |
| 2008 | Burnin'Up                    | A Little Bit Longer                       | Selena Gomez fizeram figuração neste clipe                                                |
| 2008 | Lovebug                      | A Little Bit Longer                       | A história deste clipe passa-se no passado                                                |
| 2009 | Tonight                      | A Little Bit Longer                       | Contém cenas do filme Jonas Brothers: The 3D Concert Experience                           |
| 2009 | Love Is on Its Way           | Jonas Brothers: The 3D Concert Experience | Este vídeo foi gravado em Times Square.                                                   |
| 2009 | Paranoid                     | Lines, Vines and Trying Times             |                                                                                           |
| 2009 | Fly With Me                  | Lines, Vines and Trying Times             |                                                                                           |
| 2013 | Poms Poms                    | V (Album)                                 |                                                                                           |
| 2013 | First Time                   | V (Album)                                 |                                                                                           |